# Bidente (attrezzo)

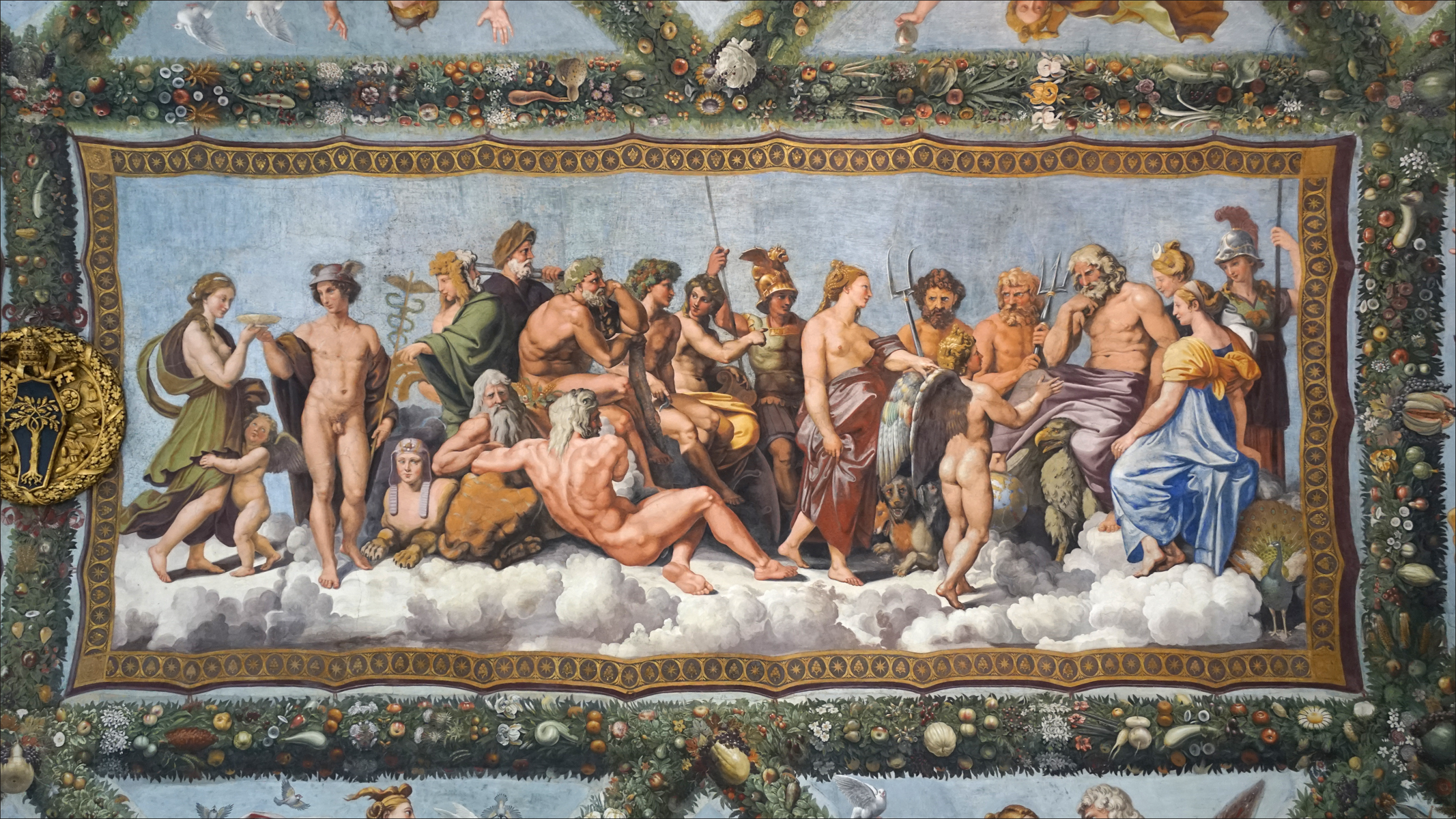
Raffaello, Concilio degli dei, Loggia di Psiche, Villa Farnesina (Roma), in cui appaiono gli dei con i loro attributi, tra cui Plutone con il bidente

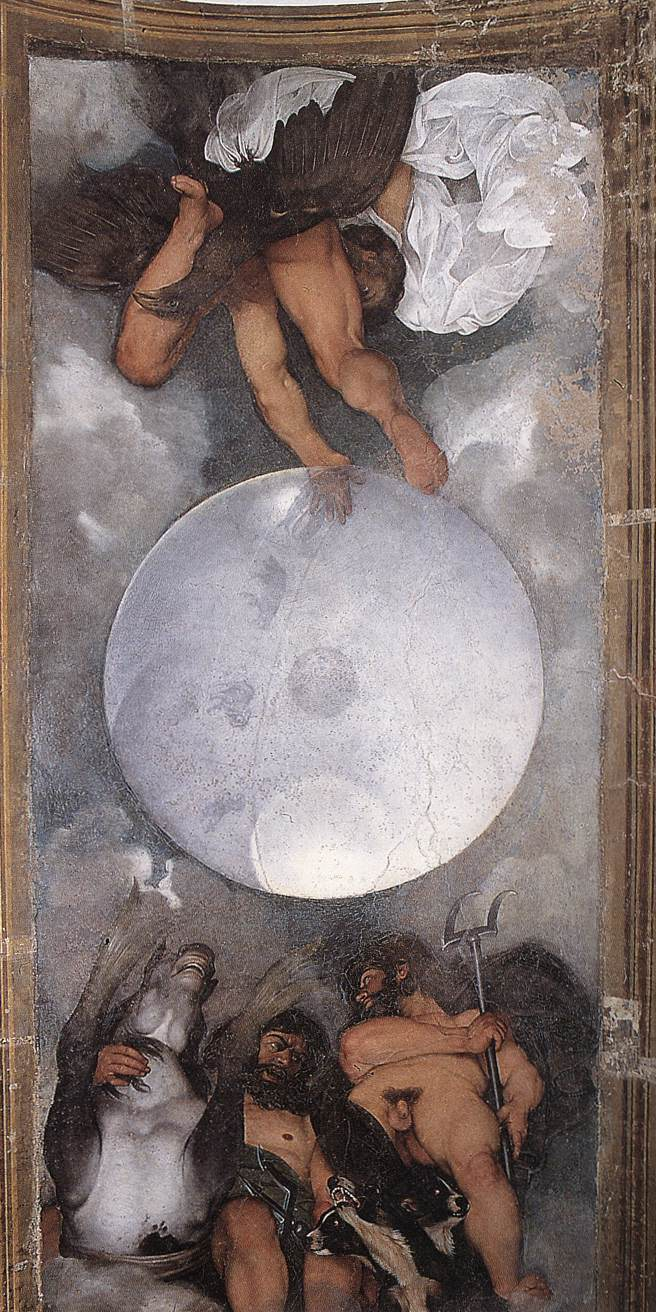
Caravaggio, Giove, Nettuno e Plutone, Villa Ludovisi (Roma), in cui Plutone è riconoscibile per il suo bidente

Un bidente è un attrezzo costituito da una lunga asta terminante con due punte metalliche; è simile perciò a un forcone. Nella mitologia greca, il bidente è l'attributo di Ade/Plutone, il sovrano degli inferi.
Allo stesso modo, il tridente è l'attributo di suo fratello Poseidone  (assimilato dai Romani a Nettuno), dio dei mari e delle sorgenti, mentre il fulmine è un simbolo del loro fratello più giovane, Zeus (assimilato dai Romani a Giove ), re degli dei e del cielo.

## Etimologia
La parola "bidente" deriva dal latino bidens (al genitivo bidentis), che significa "con due denti (o rebbi)".

## Usi storici
Gli antichi Egizi usavano un bidente come strumento da pesca, a volte attaccato a una lenza. Armi a due punte, principalmente di bronzo, compaiono nella documentazione archeologica dell'antica Grecia.
Nell'agricoltura romana, il bidens era una zappa a doppia lama o una zappa a due punte che serviva per dissodare e smuovere un terreno sassoso e duro. Il bidens è raffigurato su mosaici e altre forme di arte romana.

## Nella mitologia
Una tegola rinvenuta a Urbs Salvia, nell'antico Picenum, raffigura un insolito Giove composito: un fulmine, un bidente e un tridente, che rappresentano i regni del cielo, della terra e del mare. Inizialmente, quindi, i due oggetti erano intercambiabili, come provano anche brani di Seneca.

## Nell'arte
Nel Rinascimento, il bidente si fissò definitivamente come attributo convenzionale di Plutone nell'arte. Plutone, con Cerbero al suo fianco, è raffigurato con in mano il bidente nel Concilio degli dei di Raffaello, nella Loggia di Psiche della Villa Farnesina (Roma), compiuto nel 1517-18.
Anche Agostino Carracci raffigurò Plutone con un bidente in un disegno preparatorio per il suo dipinto Plutone (1592), in cui il dio detiene invece la sua caratteristica chiave.
In Giove, Nettuno e Plutone di Caravaggio (ca. 1597), un dipinto basato su un'allegoria alchemica, Plutone, con il suo cane a tre teste, Cerbero, tiene un bidente. Accanto a lui, Nettuno è mostrato invece con un tridente.